# كاتدرائية سانت مارتن (براتيسلافا)
كاتدرائية سانت مارتن (بالسلوفاكية: Katedrála svätého Martina)‏ ، (بالمجرية: Szent Márton-dóm)‏ أو Koronázó templom ، (بالألمانية: Kathedrale des Heiligen Martin)‏ هي كنيسة في براتيسلافا، سلوفاكيا، وكاتدرائية أبرشية الروم الكاثوليك في براتيسلافا.
تقع على الحدود الغربية لمركز المدينة التاريخي أسفل قلعة براتيسلافا. إنها أكبر وأقدم الكنائس في براتيسلافا، والمعروفة بشكل خاص بكونها كنيسة تتويج مملكة المجر بين عامي 1563 و 1830.

## الهيكل والشكل والخصائص

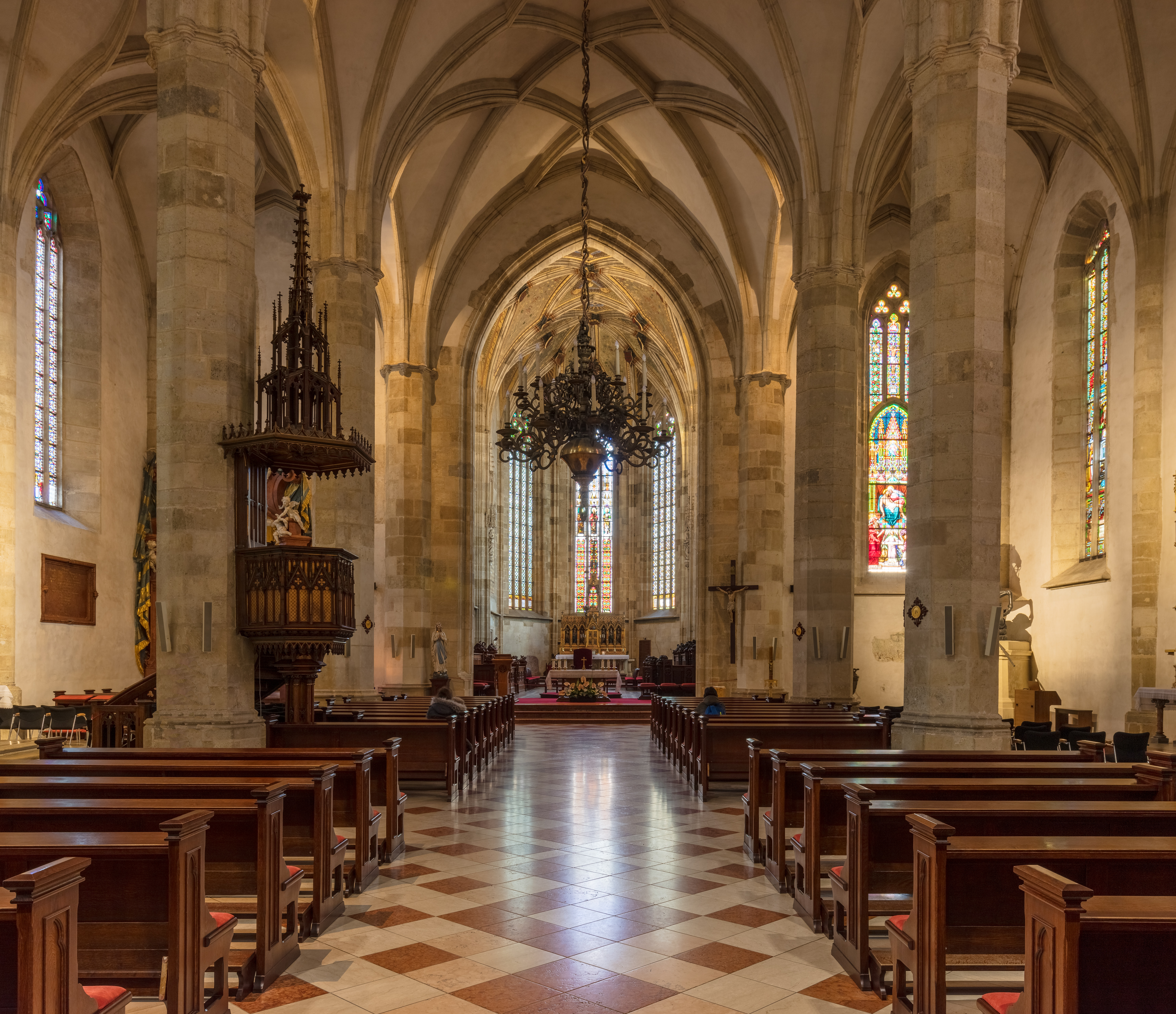
منظر عام للداخل

يتكون صحن الهيكل من ثلاثة أروقة مقسمة بصفين من ثمانية أعمدة. تبلغ مساحتها الإجمالية 69.37 by 22.85 متر (227.6 قدم × 75.0 قدم) بحد أقصى للارتفاع 16.02 متر (52.6 قدم). البرج 85 متر (279 قدم) مرتفعًا وكان في وقت من الأوقات جزءًا من تحصينات المدينة في العصور الوسطى. تم بناء الكاتدرائية على شكل صلبان تقليدي.

## التتويج

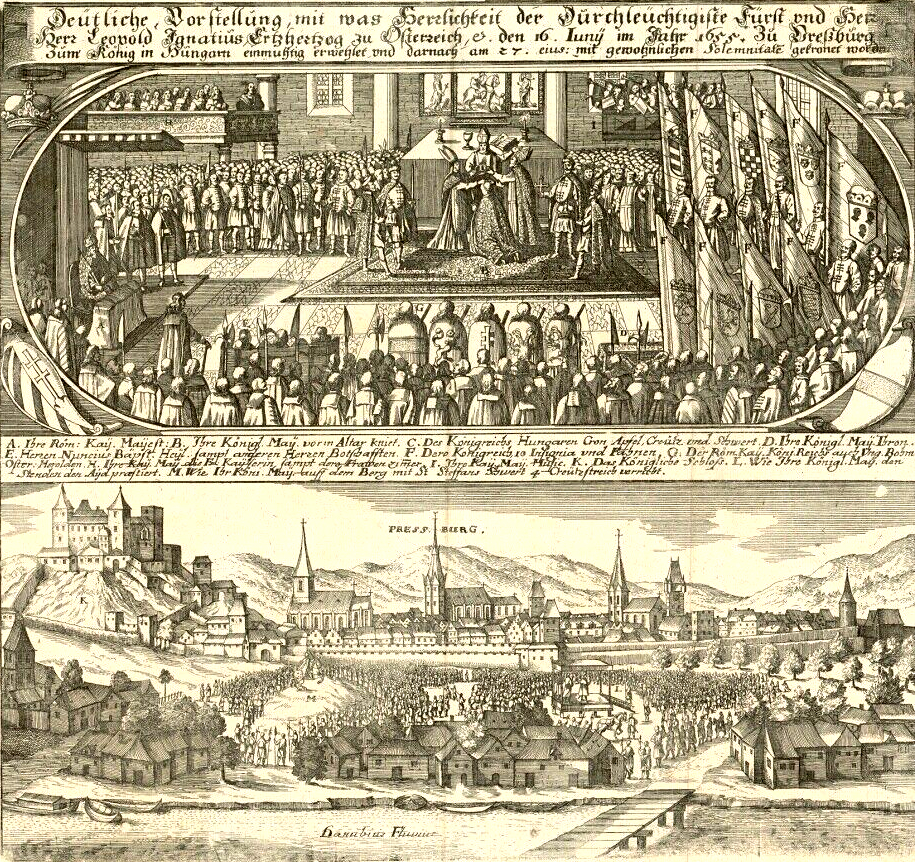
تتويج الإمبراطور ليوبولد الأول في كاتدرائية سانت مارتن ، 1655

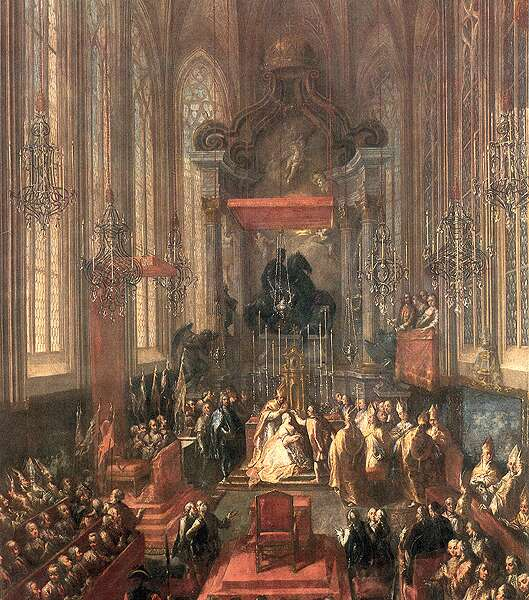
تتويج الملكة ماريا الثانية تيريزا في كاتدرائية القديس مارتن ، 1741

أصبحت كاتدرائية كنيسة تتويج الملوك من مملكة المجر في 1563، خلفا للكنيسة مريم العذراء في زيكيسفيرفار، بعد الإمبراطورية العثمانية احتلت تلك المدينة. في 8 سبتمبر 1563، تم وضع تاج القديس ستيفن على رأس ماكسيميليان الثاني، ابن الإمبراطور فرديناند الأول ملك هابسبورغ. في المجموع، تم تتويج 11 ملكًا وملكة بالإضافة إلى 8 من رفاقهم هنا بين عامي 1563 و 1830، بما في ذلك تتويج ماريا تيريزا من النمسا.

## تاج سانت ستيفن

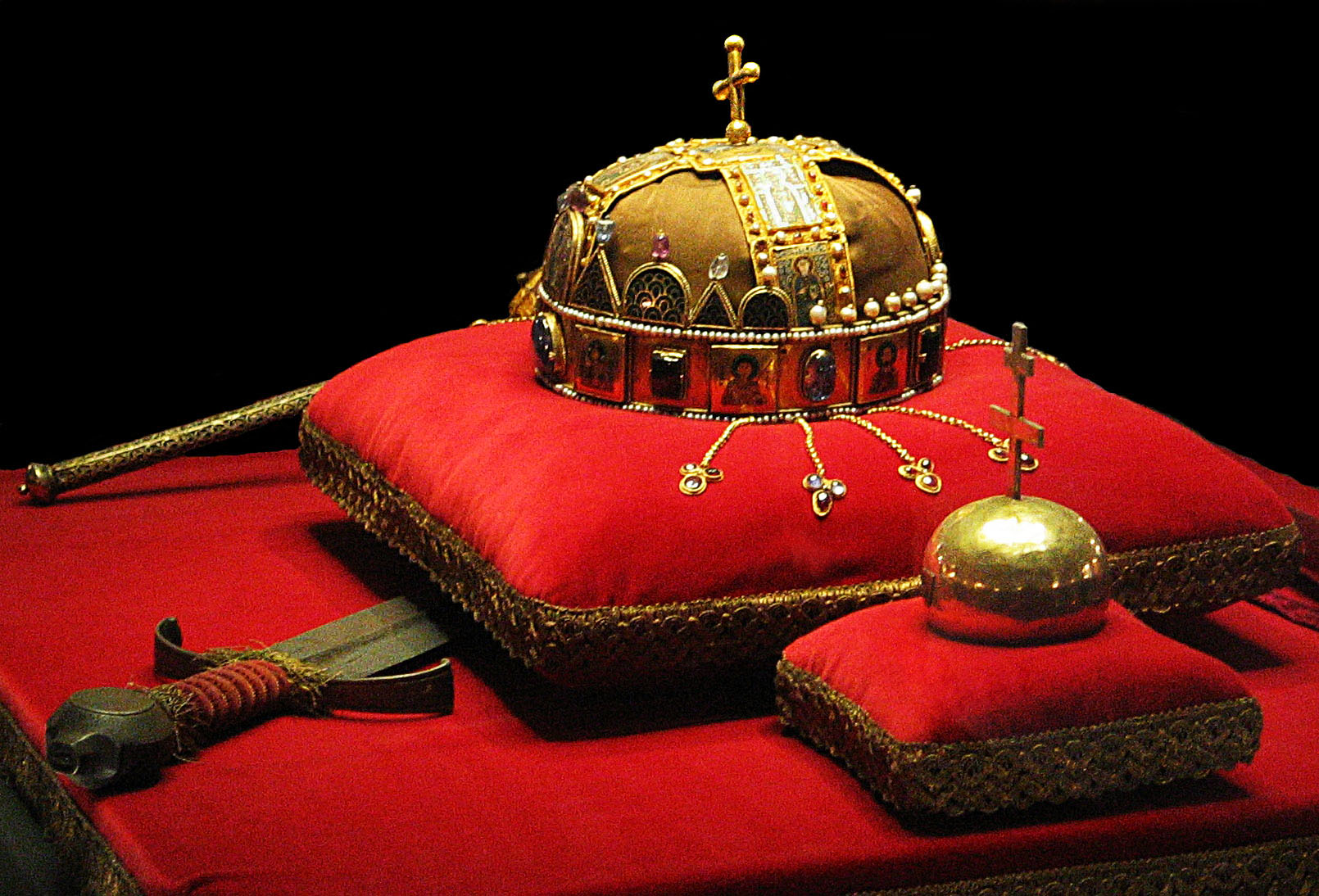
تاج سانت ستيفن

ويعلو البرج نسخة طبق الأصل من تاج سانت ستيفن مطلية بالذهب. تم وضعها في عام 1847 بعد ترميم البرج المتضرر، لإحياء ذكرى أهمية الكاتدرائية ككنيسة تتويج. يزن 150 كيلوغرام (330 رطل)، يقيس أكثر من 1 متر (3.3 قدم)، ويستند إلى 1.2 by 1.2 متر (3.9 قدم × 3.9 قدم) وسادة مطلية بالذهب وتقف 1.64 متر (5.4 قدم) عالية. تحتوي الوسادة والتاج على إجمالي 8 كيلوغرام (18 رطل) من الذهب وتم ترميمه في أغسطس 2010.

## معرض الصور

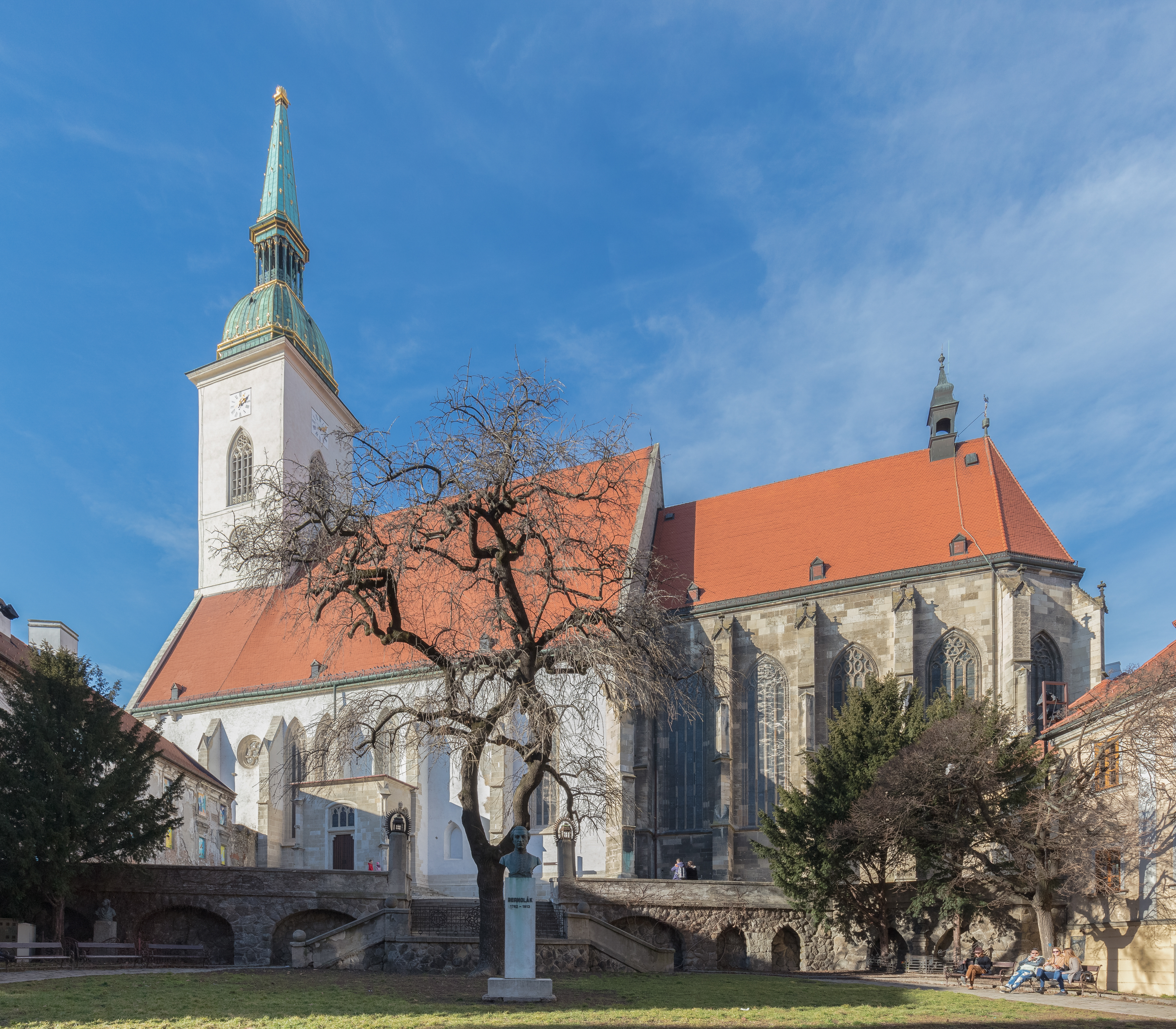
منظر للمبنى بأكمله
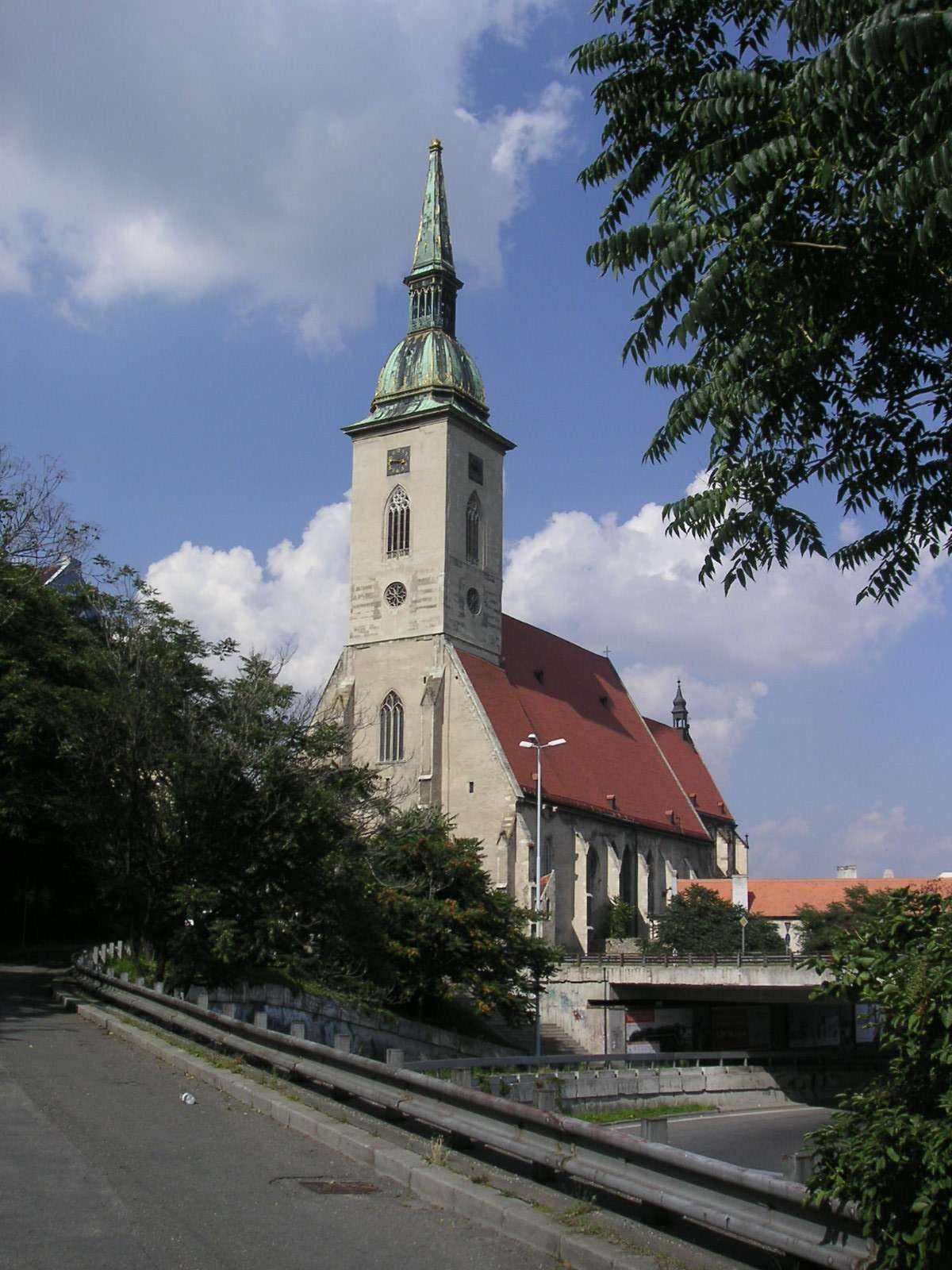
منظر أمامي للكاتدرائية
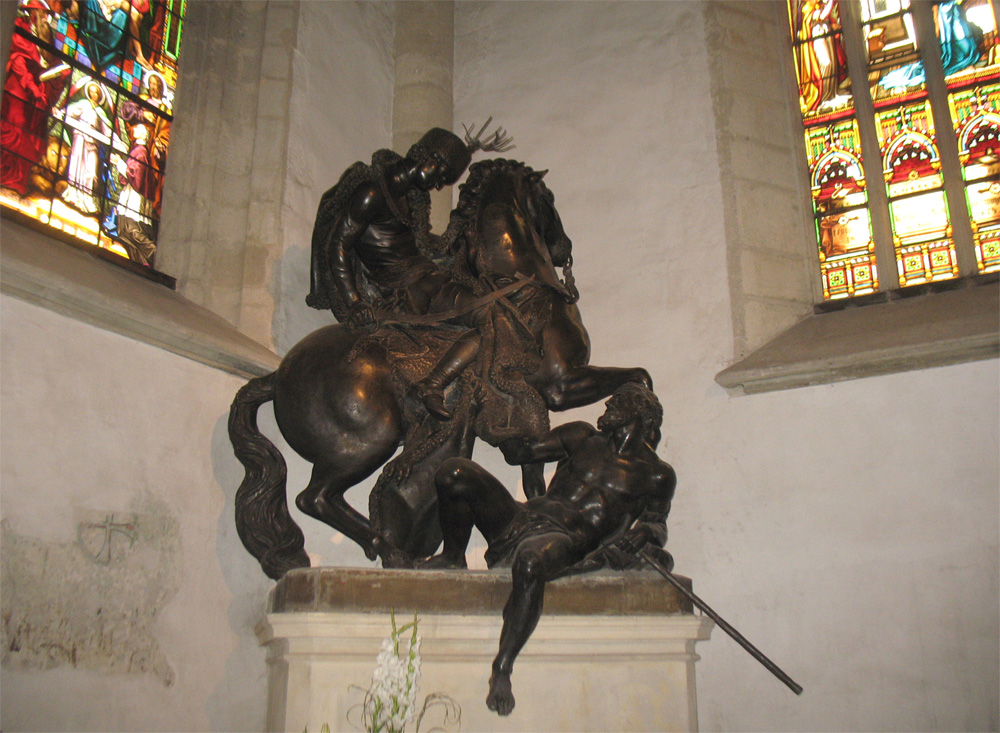
تمثال القديس مارتن
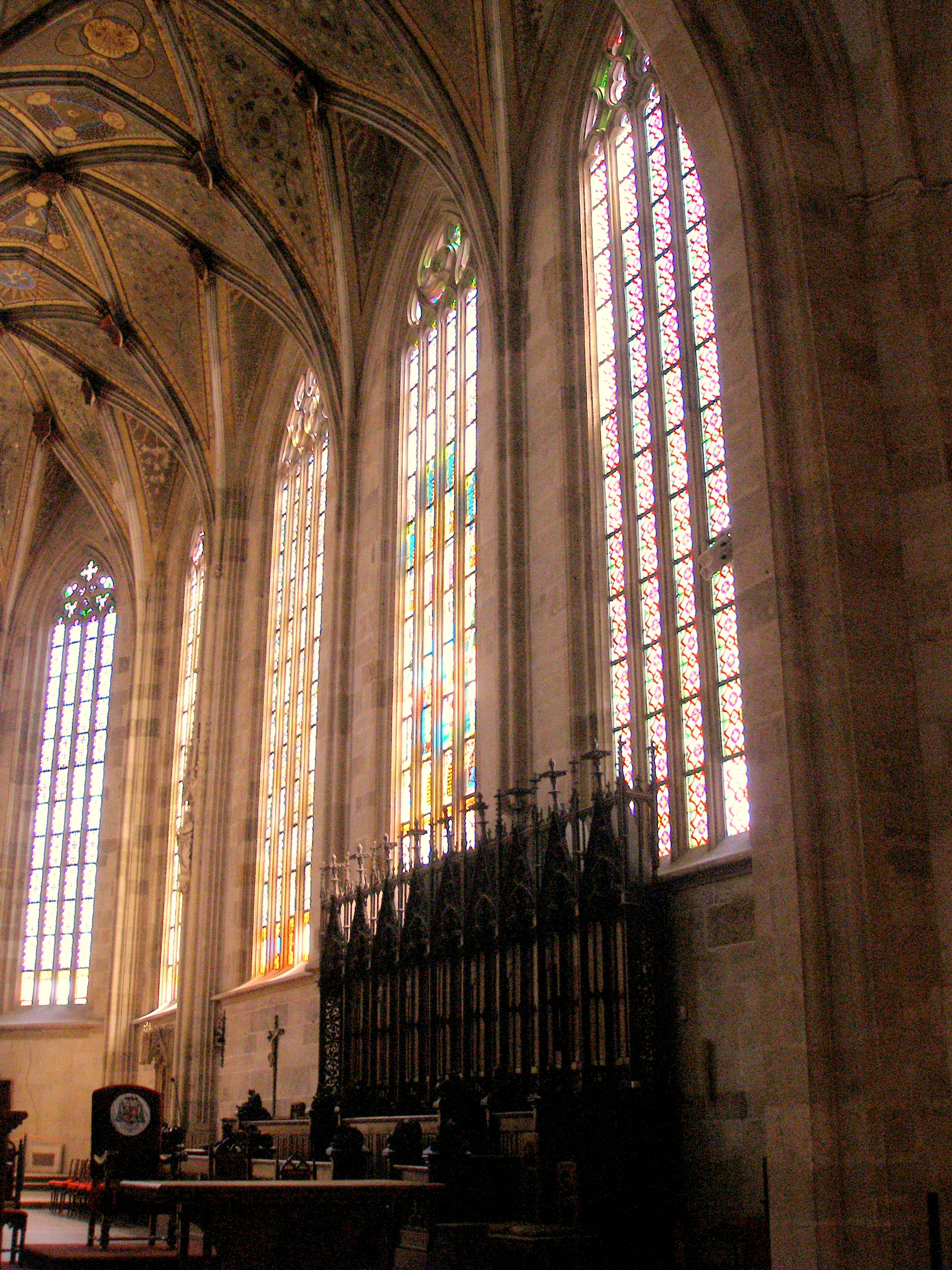
داخل الكاتدرائية
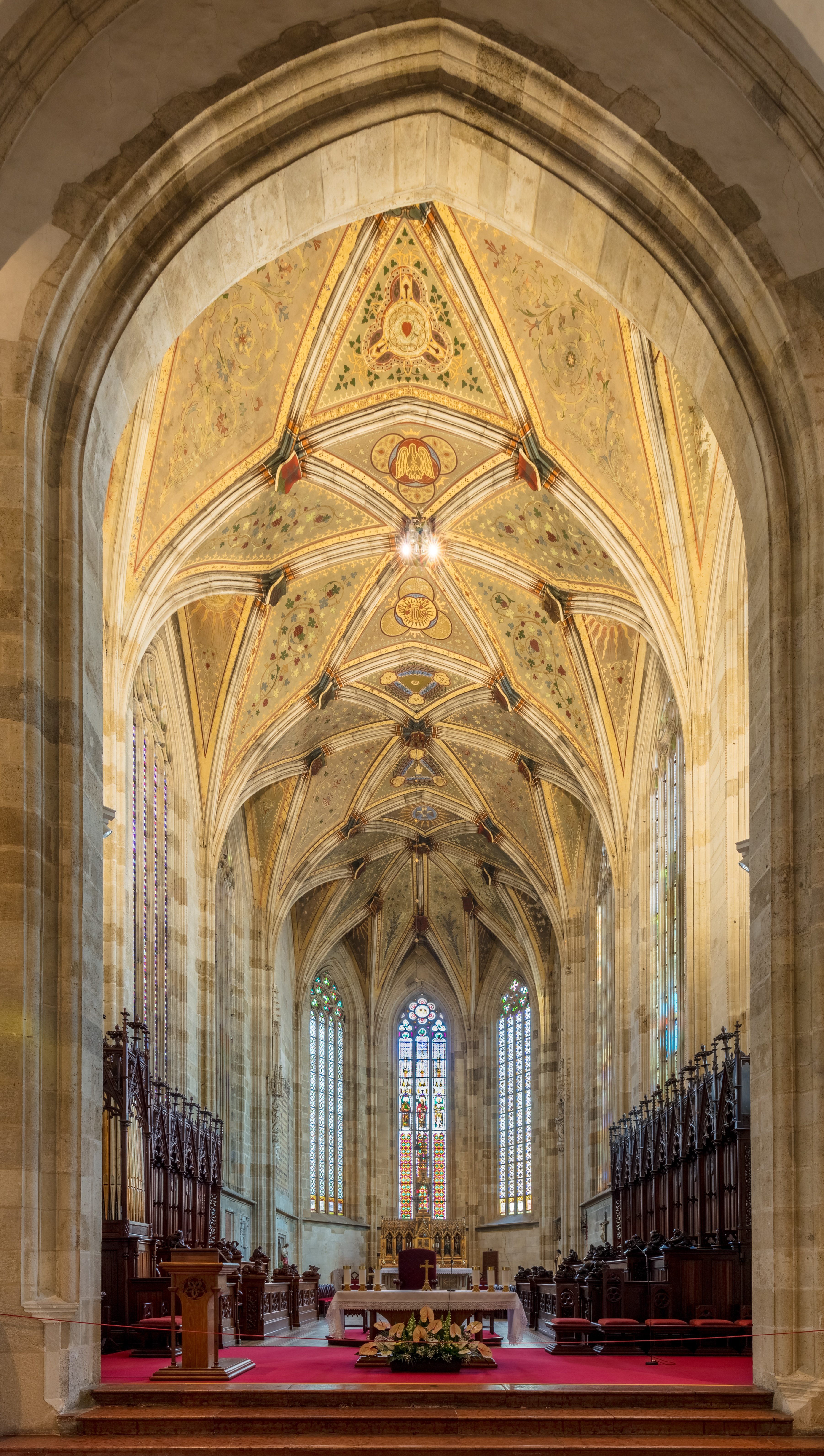
المذبح العالي
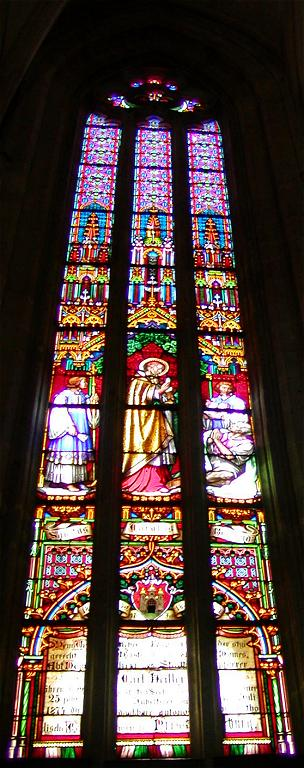
نافذة الزجاج الملون
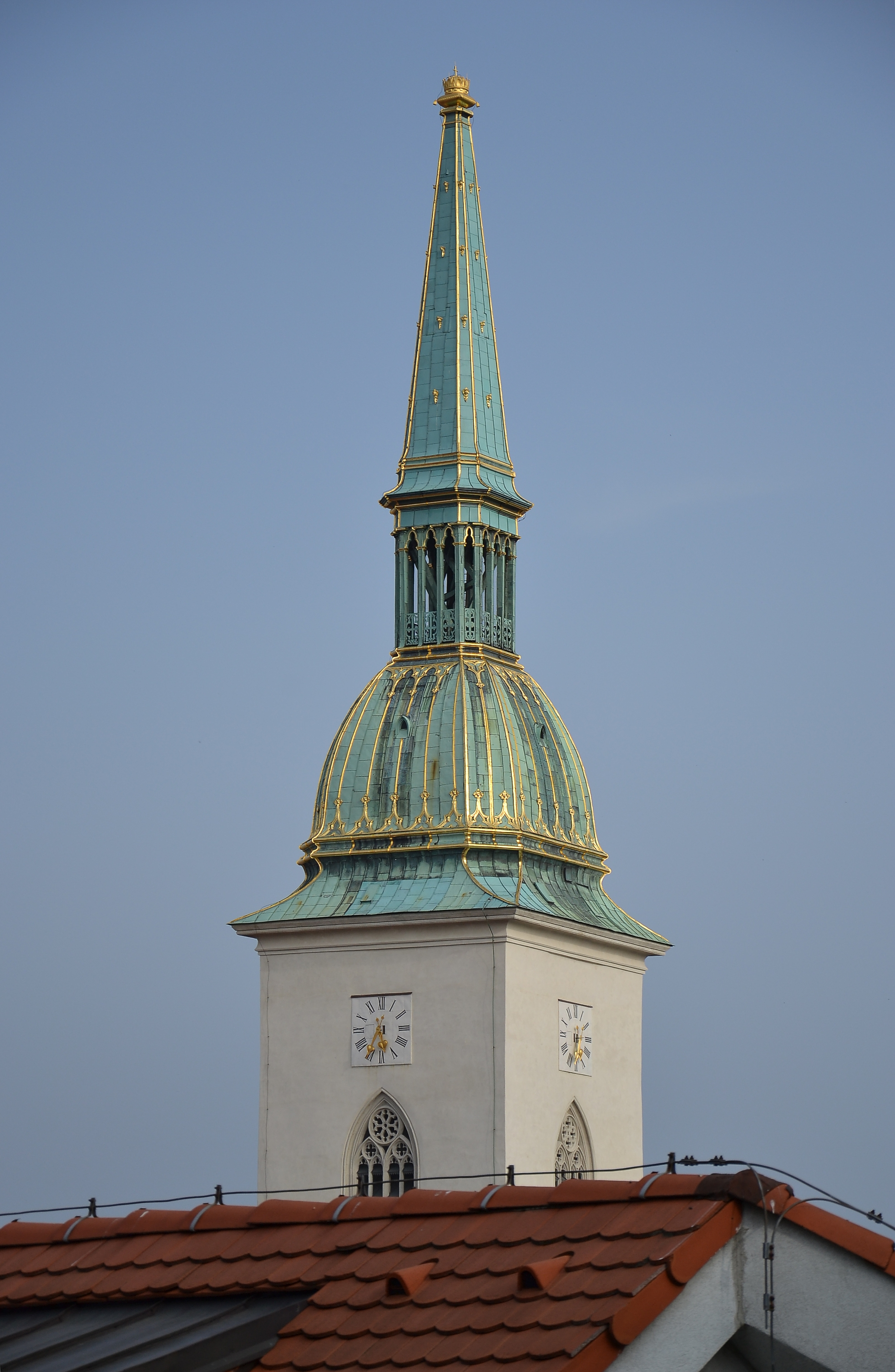
برج الكاتدرائية

## وصلات خارجية
- دوم سيفيرت. مارتينا باللغة السلوفاكية